# Imamzadeh Ahmad
Imamzadeh Ahmad est un imamzadeh à Ispahan, en Iran. Il est composé d'un tombeau, d'un iwan au nord et un second à l'ouest, qui s'étend à une grande cour. Dans la cour, les personnages comme la fille d'Amir Kabir et la sœur de Nasseredin Shah ont été inhumés. L'imamzadeh lui-même est probablement la sépulture du fils de Soltan Ali ebn-e Mohammad, qui a été inhumé à Machhad-e Ardehal.
La plus ancienne partie de la construction est une pierre blanche, qui a d'une longueur de 3 mètres et est située sous une fenêtre réticulé en bois. La fenêtre donne sur la ruelle. Paraît-il, la pierre est une partie de la pierre de Somnath. De la pierre de Somnath, Djaberi Ansari a écrit dans le livre L'histoire d'Ispahan et de Ray :

« Mahmoud de Ghazni apporta la pierre comme souvenir de Somnath en Inde. On dit qu'elle fut une partie de la plus importante idole de ce pays-là. La pierre fut transportée à Ispahan et après un siècle, elle fut coupée à moitié. D'une moitié, un abreuvoir fut fait pour l'école Vazir Tahmasp et une autre moitié fut traînée par chaînes sur terre pour humilier l'idole, puis, elle fut apportée à l'imamzadeh Ahmad. »